# Gilberto Ramírez
Gilberto Ramírez (ur. 19 czerwca 1991 w Mazatlán w stanie Sinaloa w Meksyku) – meksykański bokser, były mistrz świata organizacji WBO (w latach 2016–2019) w kategorii super średniej, aktualny mistrz świata federacji WBA i WBO w wadze junior ciężkiej.

## Kariera zawodowa
W Mazatlán w stanie Sinaloa, 30 kwietnia 2010 pokonał przez nokaut w drugiej rundzie rodaka Gilberto Jesus Ayala  (1-1-0) a 17 grudnia znokautował w szóstej rundzie Rogelio Medinę (23-0-0). 

### Walka z Abrahamem – zdobycie MŚ WBO i jego obrony
9 kwietnia 2016 w Las Vegas wygrał na punkty z Arthurem Abrahamem (44-5, 29 KO). Zdobywając tytuł mistrza świata federacji WBO, kategorii super średniej, zostając pierwszym w historii meksykańskim mistrzem tej kategorii. Sędziowie punktowali w stosunku 120:108 na korzyść Ramireza.
22 kwietnia 2017 w Kalifornii, w pierwszej obronie pasa WBO pokonał na punkty Ukraińca Maxa Bursaka (33-4-1, 15 KO).
22 września 2017 w Tucson w drugiej obronie mistrzowskiego pasa WBO pokonał jednogłośnie na punkty (115-112, 114-113, 115-112) Amerykanina Jessie Harta (22-0, 18 KO).
3 lutego 2018 w Corpus Christi w Teksasie po raz trzeci tytuł mistrza świata federacji WBO pokonał przez techniczny nokaut przez nokaut pięściarza z Ghany Habiba Ahmeda (25-1-1, 17 KO).
W czwartej obronie tytułu mistrza świata 30 czerwca 2018 w Oklahoma City pewnie pokonał 120:108 i dwukrotnie 119:109 niezwyciężonego dotąd Kolumbijczyka Roamera Alexisa Angulo (23-1, 20 KO).

### Walka o mistrzostwo świata w wadze półciężkiej
5 listopada 2022 roku w Abu Zabi z pozycji obowiązkowego pretendenta przystąpił do walki o pas mistrza świata WBA w kategorii półciężkiej z Dmitrijem Biwołem (21-0, 11 KO). Przegrał ten pojedynek jednogłośnie na punkty (110-118, 111-117, 111-117).

### Zdobycie tytułu WBA w wadze junior ciężkiej
30 marca 2024 roku w Inglewood stoczył walkę o pas mistrza świata federacji WBA w kategorii junior ciężkiej. Jego rywalem był broniący tytułu Francuz Arsen Goulamirian (27-0, 19 KO). Zwyciężył zdecydowanie na punkty (118-110, 118-110, 118-110) i jako pierwszy Meksykanin w historii sięgnął po pas mistrzowski w tej kategorii wagowej.

### Unifikacja pasów WBA i WBO
16 listopada 2024 roku w Rijadzie pokonał w walce o pasy WBA i WBO w wadze junior ciężkiej jednogłośnie na punkty Chrisa Billama Smitha (20-1, 13 KO).